# Športový klub polície Bratislava (pallamano)
Il Športový klub polície Bratislava (Club sportivo della Polizia di Bratislava) è un club di pallamano maschile slovacco, fino al 1992 cecoslovacco, di Bratislava.
Fondato nel 1947 come TKND Bratislava, cambiò nome nel 1959 in Červená Hviezda Bratislava (in italiano Stella Rossa Bratislava); il nome attuale è del 1990 quando divenne parte della polisportiva della Polizia; fino al 1990 il colore sociale era il rosso, poi mutato in bianco e blu.

## Palmarès
- Campionati cecoslovacchi: 3
1972-73, 1974-75, 1975-76.